# José Montes Paixão
José Montes Paixão (Rio de Janeiro, 7 de março de 1927 — 11 de dezembro de 2004) foi um político brasileiro, prefeito de Mesquita de 2001 a 2004, sendo o primeiro prefeito do município após sua emancipação.

## Carreira
Atuava na política desde a década de 1950, tendo sido vereador por Nova Iguaçu de 1951 a 1954 e de 1959 a 1962, e, mais tarde, eleito deputado estadual pelo MDB. Em 1969, teve o mandato cassado pelo AI-5, mas voltou à política em 1978 como deputado estadual, era contra a emancipação, depois aliou-se a Hélio Mendes do Amaral (Patrono da Emancipação) e após seu falecimento tomou a frente do processo de emancipação de Mesquita. Foi reeleito deputado estadual em 1982, já na legenda do PMDB.
Em 1999, conseguiu a separação do município do distrito de Nova Iguaçu e, em 2000, foi eleito o primeiro prefeito da cidade. Paixão morreu em 2004 aos 77 anos em pleno exercício do mandato.